# Adrian Vallarino
Adrian Fabio Vallarino Chiossi (Montevideo, Uruguay, 19 de julio de 1968) es un director y productor de televisión y cine. Vallarino también es periodista y camarógrafo. La carrera de Adrian Vallarino comenzó cuando tenía tan solo 12 años de edad durante el Mundialito de 1980  donde se desempeñá como asistente de camarógrafo. Durante el 2004 y 2005 produjo y dirigió el controvertido programa televisivo Gana la Verde para Liberman Broadcasting en Los Ángeles, donde participaban inmigrantes que buscaban ayuda para obtener su Tarjeta Verde. A lo largo de su extensa carrera ha recibido numerosos premios y distinciones.

## Datos biográficos
Adrian Vallarino nació en Montevideo en 1968. Su padre es el productor televisivo Jorge Vallarino y su madre la reportera de TV (retirada) Stella Chiossi. Desde muy temprana edad se introduce en el mundo del cine y la TV por la vía de la empresa familiar. En 1980 inicia oficialmente su carrera televisiva cuando recibe su acreditación de asistente de camarógrafo durante el Mundialito organizado por la FIFA para celebrar los 50 años de la primera Copa Mundial de Fútbol.
Dos años más tarde, en 1982, durante la Guerra de las Malvinas, fue uno de los pocos periodistas bilingües disponibles por lo que colaboró ampliamente con UPITN así también como con medios locales entrevistando a autoridades inglesas y soldados heridos que eran traídos a Montevideo.